# Ouabaína
La ouabaína, también conocida como estrofantin-G, Acocanterina, Octahidrato de ouabaína y kombetina, es un poderoso glucósido cardíaco de acción rápida que se extrae del Strophanthus gratus y de la corteza de Acokanthera ouabaio. Dado que su efecto terapéutico es muy cercano a la dosis tóxica, ha dejado de emplearse en la insuficiencia cardíaca congestiva. También es conocida como estrofantin-G.

## Historia
Extractos de ouabaína han sido utilizados por las tribus somalíes para envenenar las puntas de flecha. Existen reportes de que una sola dosis lanzada con flecha puede derribar y matar a un hipopótamo debido a un fallo cardiorrespiratorio inducido por la ouabaína.

## Etimología
El nombre deriva del somalí waabaayo, que significa "flecha con veneno".

## Mecanismo de acción
La ouabaína inhibe la bomba sodio-potasio y esta acción directa de la ouabaína es la responsable de su efecto inotrópico positivo, pero algunos efectos de la droga contribuyen a alteraciones  de la actividad mecánica: por ejemplo, disminución de la frecuencia cardíaca. Wellens y Durrer descubrieron en 1973 que la ouabaína disminuye la refractariedad de las vías accesorias, pero no altera la refractariedad del músculo auricular.
Cuando la droga se inyecta por vía intravenosa, generalmente hay aumentos de la presión sistólica y arterial media con valores máximos a los 5 minutos y descenso lento durante 30 minutos. el aumento en la contractilidad es consecuencia del efecto inotrópico.

## Vía de administración
Se usa por vía intravenosa. Por vía oral no se emplea dada la destrucción de la sustancia en el tracto gastrointestinal.
La digoxina, que tiene una mayor biodisponibilidad que la ouabaína ha relevado su uso en el tratamiento cardiológico por lo que ya dejó de usarse en esta área y sólo se la ve como curiosidad científica.

## Prospectos
Se investigan actualmente las propiedades de la ouabaína como anticonceptivo.